# كفر أشليم
كفر أشليم إحدى قرى مركز قويسنا التابع لمحافظة المنوفية في جمهورية مصر العربية، ويجاورها قرى أشليم وكفر وهب وكفر السلامية وعرب الرمل.

## السكان
بلغ عدد سكان كفر أشليم 4,035 نسمة، حسب الإحصاء الرسمي لعام 2006.